# 小坂光
小坂光（こさか ひかる、1988年10月21日 - ）は長野県佐久市出身の自転車競技選手。主にシクロクロスを得意とする。宇都宮市役所に勤務する公務員でもある。父の小坂正則も公務員で現役のシクロクロス選手。

## 概要
自転車競技と出会ったきっかけは、今も現役で選手として走る父親の存在だった。物心がつく頃には毎週のように父が走るレースを家族で応援に行っていた。
小学校入学後から高校3年まではサッカーに熱中していた。再び自転車に興味を持ったきっかけは高校1年生の冬。サッカーの試合が無いからと、急きょシクロクロスのレースに参加することに。もちろん「出るからには勝ちたい」と意気込んでいたが、出場した最下位のレースの表彰台にも立つことはできなかった。しかし、負けず嫌いな性格に火が着き、その後も挑戦を続け、翌シーズンにはトップカテゴリーまで登り詰めた。大学2年の秋にブリッツェン加入のオファーを受けた。
大学へは就職するために入ったので、悩んだ末にレース出場と併行して就職活動をし宇都宮市職員となった。
日常の業務後の夜に練習を行い、短時間で効率的なトレーニング方法を日々模索している。
父の影響を受け、高崎経済大学に入ってから本格的に競技に取り組む。2009年には自転車のオフロードレース「シクロクロス」の世界選手権に、父子ともに日本代表として出場。2010年にも日本代表になり2年連続である。
2016シーズンより個人契約でコーチをつけ、質の高い練習メニューを指示してもらい、数値や能力が上がっているのを実感している。
2017年にMIYATA-MERIDA BIKING TEAMに加入しマウンテンバイクに挑戦。最終戦で2位になるなどシーズン中に2回表彰台に上がった。2018年と2019年もMTBに挑戦していたが、2020年はロードレースとシクロクロスに絞り、シクロクロスの全日本タイトル奪還を目標とする。
2021年9月11日JCL第6戦山口ながとクリテリウムにて、最終周回で小坂と小野寺怜と阿部嵩之のブリッツェン勢3人のみとなったため、だれが優勝するかは3人で決めていいという監督の無線指示と、自分たちは今後も勝ちを狙うことができるから今回は小坂に勝たせたいと阿部嵩之が提案し、小坂が優勝した。ブリッツェン加入13年目でロードレース（クリテリウム）のトップカテゴリでは初の優勝となった。
2023年10月8日、2023年シーズン（シクロクロスは2023 - 2024シーズン）末をもって宇都宮ブリッツェンを完全退団することが公表された。2024年より、ロードレースでは四国の新チームヴェロリアン松山に、シクロクロスでは宇都宮Lux（ルークス）に所属する。宇都宮Luxは小坂のために地元有志が立ち上げた自転車チームでありチーム名はラテン語で光を意味する、所属選手は小坂1人である。

## 来歴
2009年
- 1月 シクロクロス世界選手権 日本代表[2]
- 1月 宇都宮ブリッツェンに加入[8]

2010年
- 1月 シクロクロス世界選手権 日本代表[2]

2011年
- 3月 高崎経済大学を卒業[4]
- 4月 宇都宮市役所に入庁[4]

2012年
- 宇都宮ブリッツェンではシクロクロス専属ライダーになり、ロードはブラウブリッツェン所属に。
- 12月 全日本シクロクロス選手権 2位[2]

2013年
- 1月 ロード選手として那須ブラーゼンに加入
- 2月 シクロクロス世界選手権 日本代表（結果は39位）[2]
- 12月 全日本シクロクロス選手権 2位

2014年
- 1月 東北シクロクロス第5戦 C1 優勝[9]
- 12月 全日本シクロクロス選手権 3位

2016年
- 1月 シクロクロス世界選手権 日本代表（結果はDNF）
- 4月 MTB選手としてじてんしゃの杜に加入[10]
- 10月10日 茨城シクロクロス取手大会 優勝
- 10月16日 シクロクロスミーティング富士山大会 優勝
- 10月30日 東北CX project グリバーさがえ UCI2 JCX 優勝
- 11月5日 弱虫ペダルStarlight Cross幕張 in CYCLE MODE 優勝
- 11月20日 関西シクロクロスマキノラウンド 2位
- 11月26日 シクロクロスミーティングNobeyama Day1 優勝
- 12月 第22回 全日本シクロクロス選手権大会（会場・道の駅うつのみや ろまんちっく村) 3位[4]
- 12月 シーズン末で那須ブラーゼンを退団[4]

2017年
- 1月22日 UCIシクロクロスワールドカップ2016-2017第9戦 57位
- 1月29日 シクロクロス世界選手権 51位
- 2月5日 カンセキpresents 2016宇都宮シクロクロスシリーズinみずほの自然の森公園 優勝[11]
- MTBでは、MIYATA-MERIDA BIKING TEAMに加入[12][4]。
- 7月 全日本マウンテンバイク選手権大会 8位
- 10月9日 JCX第1戦 茨城シクロクロス取手シリーズ 優勝[13]
- 10月21日 ジャパンカップ・クリテリウムにクリテリウムスペシャルライダースチームで出場 9位[14]
- 10月29日 JCX第3戦 東北シクロクロスシリーズさがえラウンド(UCI-C2) 優勝[15]
- 11月3日 JCX第4戦 弱虫ペダルSTARLIGHT CROSS in CYCLE MODE 2位[16]
- 11月19日 JCX第6戦 関西シクロクロス マキノラウンド 優勝[17]
- 12月3日 JCX第9戦 宇都宮シクロクロスシリーズ エリート男子 ゴールスプリントに敗れて4位[18]
- 12月10日 全日本シクロクロス選手権 男子エリートカテゴリー 優勝[19]
- 12月24日 JCX第10戦 関西シクロクロス第6戦烏丸半島 優勝[20]
- MTBチームより退団[21]

2018年
- 1月21日 JCX第11戦 東海シクロクロス第7戦愛知牧場 優勝[22]
- 1月24日 2018年シクロクロス世界選手権大会 日本代表に選出[23]、結果は53位[24]
- 2月11日 第7回シクロクロス東京2018 2位[25]
- 2月13日 柏原シクロクロス 優勝[26]

2019年
- 7月27日 JPT TTTチャンピオンシップ 3位
- 12月8日 全日本シクロクロス選手権 3位

2021年
- 9月11日 JCL 第6戦 山口ながとクリテリウム 優勝（ロードレースでは初優勝）
- 12月12日 第27回全日本シクロクロス選手権 優勝[27]

2023年
- シーズン末をもって、宇都宮ブリッツェンを完全退団。

2024年
- ロードレースではヴェロリアン松山に所属。シクロクロスは宇都宮市の有志が個人チーム宇都宮Luxを立ち上げた[1]。
- 10月19日 宇都宮ジャパンカップクリテリウムには、クリテリウムスペシャルライダーズとして出場[28]
- 10月27日 シクロクロス第二戦東北シクロクロスわたりラウンド 3位[29]